# FC Seso Câmpia Turzii
Der FC Seso Câmpia Turzii ist ein rumänischer Fußballverein aus Câmpia Turzii. Er spielte insgesamt zwei Jahre in der höchsten rumänischen Fußballliga, der Divizia A, und stand im Pokalfinale 1956. Seit 2009 tritt er in der dritthöchsten Spielklasse, der Liga III, an.

## Geschichte
Seso Câmpia Turzii wurde im Jahr 1921 unter dem Namen Industria Sârmei Câmpia Turzii, dem Sportverein der örtlichen Drahtfabrik. Im Jahr 1936 machte der Verein erstmals überregional auf sich aufmerksam, als ihm die Qualifikation zur neu gegründeten Divizia C gelang. Schon zwei Jahre später stieg er in die zweithöchste rumänische Spielklasse, die Divizia B, auf, der er auch bei der kriegsbedingten Unterbrechung des Spielbetriebs angehörte.
Nach Kriegsende wurde Industria Sârmei wieder in die Divizia B eingegliedert. Nach der Umbenennung in Metalul Câmpia Turzii im Jahr 1950 erlebte der Verein in den 1950er-Jahren seine erfolgreichste Zeit. Im Jahr 1951 gelang ihm erstmals der Sprung in die höchste Liga, die Divizia A, aus der er aber umgehend wieder abstieg. Nach dem sofortigen Wiederaufstieg verabschiedete sich Metalul am Ende der Saison 1954 bis zum heutigen Tag aus dem Oberhaus.
Den bis dato größten Erfolg der Vereinsgeschichte schaffte der Klub nach der Umbenennung in Energia Câmpia Turzii im Jahr 1956: Nach Siegen gegen die Erstligisten Progresul Bukarest, Locomotiva Timișoara und Locomotiva Bukarest erreichte er das rumänische Pokalfinale, wo er Progresul Oradea mit 0:2 unterlag. Kurze Zeit später wurde der Vereinsname wieder in Industria Sârmei Câmpia Turzii geändert.
Nach mehreren vergeblichen Versuchen, in die Divizia A zurückzukehren, stieg Industria Sârmei im Jahr 1969 aus der Divizia B ab. Es folgten wechselhafte 15 Jahre, die denen der Verein mehrmals zwischen Divizia B und Divizia C pendelte – bis 1985 stehen drei Aufstiege und drei Abstiege zu Buche. Nach dem letzten Abstieg folgte gar der Absturz bis in die Viertklassigkeit, als der Verein der Reform des Spielbetriebs im Jahr 1992 zum Opfer fiel, als fast alle Klubs der Divizia C absteigen mussten.
Nach der Rückkehr in den überregionalen Spielbetrieb im Jahr 1995 hatte Industria Sârmei von Anfang an nichts mit dem Abstieg zu tun und belegte durchweg einen der vorderen Plätze, ehe er im Jahr 2001 die Rückkehr in die Divizia B schaffte. Dort konnte der Klub sich acht Jahre lang im Mittelfeld halten. Im Sommer 2007 wurde Alpár Mészáros als Nachfolger des bisherigen Trainers Ioan Tătăran geholt, doch wurde er bereits am 29. Oktober 2007 nach 12 Meisterschaftsspielen, in denen die Mannschaft nur 12 Punkte erringen konnte, wieder entlassen. Im Januar 2008 wurde Dorel Purdea, der in der Hinrunde noch den Drittligisten FC Ghimbav 2000 trainiert hatte, als neuer Chefcoach verpflichtet. Er musste sein Amt jedoch am 22. September 2008 nach fünf Niederlagen in den ersten sechs Spielen der Liga II 2008/09 aufgeben. Der Verein trat ab dieser Saison unter dem Namen Mechel Câmpia Turzii an, nachdem die örtliche Drahtfabrik durch den russischen Konzern Mechel übernommen worden war.
Auch Purdeas am 23. September 2008 eingestellter Nachfolger Alexandru Andrași blieb in sechs Ligaspielen ähnlich erfolglos und löste Anfang November 2008 seinen Vertrag bei dem Tabellenletzten auf. Er wurde durch seinen bisherigen Co-Trainer Valentin Șandru ersetzt. Anfang 2009 überließ Seso Iara, ein von Gheorghe Irimieș finanzierter Nachbarverein aus der Liga III, Mechel den Trainer Ioan Tătăran sowie acht Spieler. Die Tabellensituation verbesserte sich jedoch nicht und für die letzten Spiele löste der bisherige Sportdirektor und Pressesprecher Mihai Cuc Tătăran als Trainer ab. Am Ende der Saison 2008/09 stieg der hochverschuldete Mechel als abgeschlagener Tabellenletzter in die Liga III ab und fusionierte im Juli 2009 mit Seso Iara zu FC Seso Câmpia Turzii. Zum Trainer der neuen Mannschaft wurde Ioan Tătăran berufen.
Nachdem in der Saison 2009/10 der sofortige Wiederaufstieg knapp verfehlt wurde, trennte sich der Mäzen Gheorghe Irimieș Ende Juni von Tătăran und holte im Juli 2010 mit dem bisherigen Co-Trainer von Universitatea Cluj, Marius Popescu, einen neuen Trainer und mit Sorin Vădana einen neuen Präsidenten ins Boot. Doch auch in der Folgesaison verpasste FC Seso Câmpia Turzii als Tabellenzweiter den Aufstieg in die Liga II und Trainer Popescu verließ den Verein im Sommer 2011 in Richtung FC Botoșani. Er wurde durch seinen Co-Trainer, Valentin Șandru, ersetzt.

## Erfolge
- Rumänischer Pokalfinalist: 1956
- Aufstieg in die Divizia A: 1951, 1953
- Aufstieg in die Divizia B: 1938, 1973, 1978, 1982, 2001

## Bekannte Spieler
- Mihai Adam

## Ehemalige Trainer
- Adrian Văsîi (2003)
- George Ciorceri (2004, 2005)
- Francisc Dican (2006)
- Ioan Tătăran (2006 bis Sommer 2007, Anfang 2009 bis Frühjahr 2009, Juli 2009 bis Ende Juni 2010)
- Alpár Mészáros (Sommer 2007 bis 29. Oktober 2007)
- Dorel Purdea (Januar 2008 bis 22. September 2008)
- Alexandru Andrași (23. September 2008 bis Anfang November 2008)
- Valentin Șandru (Anfang November 2008 bis Anfang 2009, seit Sommer 2011)
- Mihai Cuc (Frühjahr 2009 bis Sommer 2009)
- Marius Popescu (Juli 2010 bis Sommer 2011)